# 芝浦工業大学建築学部
芝浦工業大学建築学部（しばうらこうぎょうだいがくけんちくがくぶ、英称：Shibaura Institute of Technology School of Architecture）は、芝浦工業大学に設置されている建築学部。
キャンパスは、豊洲キャンパス。

## 概要
芝浦工業大学建築学部は、2017年（平成29年）に誕生し、自然科学や人文社会科学を含んだ学際的視点を持ち、豊かな建築・都市空間の創造により社会に貢献できる人材育成を目指している。
カリキュラムでは、３つのコース、「先進的プロジェクトデザインコース（AP）」、「空間建築デザインコース（SA）」、「都市建築デザインコース（UA）」を用意し、学生はどれかに属して勉強していく。
大学1年次から3年次前期の専門基礎課程では、学生は、共通専門科目、設計・演習、共通・教養科目を学んでいく。大学3年次の後期から4年次の専門応用課程では、学生は自身が所属するコースに関わらず、教員が提供するプロジェクトゼミや研究室を横断的に選択することが可能となっている。

## 沿革
- 1949年（昭和24年） - 芝浦工業大学を設置し、工学部機械工学科、土木工学科を開設。

- 1950年（昭和25年） - 工学部に電気工学科を開設。

- 1954年（昭和29年） - 工学部に建築学科、工業化学科を開設。

- 1965年（昭和40年） - 工学部一部に機械工学第二学科、通信工学科、建築工学科、工業経営学科を開設。

- 2017年（平成29年）- 工学部建築学科・建築工学科、デザイン工学部デザイン工学科（建築・空間デザイン領域）の2学科1領域を統合再編し、新学部「建築学部」を設置し、「建築学科」を開設。

- 2021年（令和3年）- 理工学研究科に社会基盤学専攻、建築学専攻を設置。

## 組織
建築学部
- 建築学科

## 学部長
- 秋元 孝之